# Garcinia timorensis
Garcinia timorensis är en tvåhjärtbladig växtart som beskrevs av Alexander Zippelius. Garcinia timorensis ingår i släktet Garcinia och familjen Clusiaceae. Inga underarter finns listade i Catalogue of Life.